# Ivan Solovka
Ivan Solovka (6. září 1923 Volové – 5. září 2018 Olomouc) byl československý válečný veterán.

## Život
Po nacistické okupaci se rozhodl odejít do Sovětského svazu a usilovat tam o obnovení Československa. V Sovětském svazu byl ale zatčen a uvězněn v gulagu na poloostrově Vorkuta, kde pracoval v uhelných dolech. V roce 1942 byl propuštěn a přidělen do nově vznikající československé zahraniční armády. Účastnil se výcviku v Buzuluku a Novochopersku. Poté byl nasazen do 1. dělostřeleckého oddílu československé brigády jako spojař. V této pozici také působil během bojů o Kyjev, během karpatsko-dukelské operace a dále až do osvobození Prahy. Po válce se stal členem Československé obce legionářské, v jejíž olomoucké pobočce byl dlouhodobým předsedou. Po válce studoval dva a půl roku v důstojnické škole v Hranicích.

## Vyznamenání
Byl nositelem Československého válečného kříže 1939, Československé medaile za chrabrost před nepřítelem, Záslužného kříže ministra obrany České republiky III. stupně a dalších vyznamenání. Zemřel den před svými 95. narozeninami ve vojenské nemocnici v Olomouci.